# Lymm
Lymm est un village et une paroisse civile et ecclésiastique au nord du comté du Cheshire, où se trouve une église anglicane fondée au XIe siècle et  réconstruite au XIXe siècle, et d'autres monuments historiques.

## Géographie

### Réseau de communication
Lymm est desservie par l'autoroute M6. Elle possède également une gare, fermée depuis 1962.

## Personnalités liées à Lymm
- Elizabeth Pulman (1836-1900), pionnière de la photographie, née à Lymm